# Петербалд
Петербалд је раса мачака без длаке, настала у Русији. Раса је настала у Санкт Петербургу 1994. године кроз експериментално укрштање донске сфинге и оријенталне краткодлаке мачке.
Ова раса има оријенталну грађу са доминантним геном за губљење длаке. 
Петербалди су добре нарави, љубазни, мирни, радознали, паметни и енергични. Имају тенденцију да прате своје власнике и желе да буду са њима. Петербалди обично живе у хармонији са другим мачкама и кућним љубимцима, као и са децом.
Од 2014. године, у Холандији је илегално укрштање мачака које имају генетске мутације или друге физичке абнормалности које узрокују здравствене или друштвене проблеме код потомства.